# 第67回NHK紅白歌合戦
『第67回NHK紅白歌合戦』（だいろくじゅうななかいエヌエイチケイこうはくうたがっせん）は、2016年（平成28年）12月31日19時15分から23時45分まで放送された通算67回目のNHK紅白歌合戦である。

## 概要
テーマは「夢を歌おう」。
なお、このテーマは第70回（2019年）までの共通テーマと制定。
共通テーマが制定されたのは第58回（2007年）から第60回（2009年）以来。
- 9月8日 - 開催が発表された。今回から第70回（2019年）まで東京オリンピック・パラリンピックに向けテーマを「夢を歌おう」で統一することも併せて発表された[1]。
- 11月12日 - 司会者として、紅組：有村架純（女優）、白組：相葉雅紀（嵐）が発表された[2]。通常は司会者が出席しての記者会見が行われるが、今回は第60回（2009年）以来の2人のコメントの発表のみとなった。
- 11月24日 - 出場歌手が決定[3]。また、総合司会には武田真一が起用される事も併せて発表された[4]。
- 12月7日 - スペシャルゲストとしてタモリとマツコ・デラックスが出演することを発表[5]。
- 12月19日 - 曲目が発表された[6]。
- 12月21日 - ゲスト審査員が発表された[7][8]。
- 12月22日 - 各種企画が発表された。また、今回のオープニングテーマに鷺巣詩郎がこの番組のために書き下ろし（作曲）した「Fly into the Sun」を使用する事も発表された[9]。
- 12月23日 - 年内で解散するSMAPが公式に出場辞退を発表。NHK側も出演交渉を打ち切ったことを公表した（後述）。
- 12月25日 - 曲順が発表された。
- 12月28日 - リハーサル開始。
- 12月29日 - 事前番組「Road to 紅白 スペシャル」を放送。『シン・ゴジラ』主演の長谷川博己の出演や「AKB48 夢の紅白選抜」が発表された。

## 当日のステージ
- ステージセットのイメージは「巨大な雪のかまくら」[10]。2階席には「ルーフステージ」が設置され、メインステージと行き来しながらパフォーマンスが行われた[11]。また、ゲスト審査員席は例年1階席の最前列にあったが、2階でもパフォーマンスを行う都合上、メインステージの下手側通路にラウンジスタイルの物を設置する形となった[11][12]。

### 前半
- 番組冒頭、タモリとマツコ・デラックスが「ふるさと審査員」で招待された夫婦という設定でNHKホールの入り口に登場したが、入場整理券を忘れたため警備員に制止されるも強引に入場しようとするという寸劇が中継された[13]。その後、放送終了まで客席につけないままホール内をさまようという寸劇が数回挟まれた[14][15]。
- 紅組トップバッターのPUFFYが登場した際、メンバーの吉村由美の元夫である西川貴教が副音声のウラトークに出演し、一緒に熱唱していた[16]。
- 白組のAAAは前回紅組から出場したため、西島隆弘が「男女混合なので、どっちでも出られちゃいます」 とコメントした[17]。出場歌手と観客がタオルを回す演出があった[18]。
- 初出場の欅坂46はグループカラーの緑に、円陣の掛け声「謙虚・優しさ・絆」を英字表記した「HUMILITY・KINDNESS・BONDS」の文字を入れた紅のリポン型のタスキを掛けた紅白仕様の新衣装[19]で統率の取れたパフォーマンスを披露した[20]。曲紹介時には楽屋からの中継でファンを公言していた吉井和哉（THE YELLOW MONKEY）が自前で購入したCDを披露する一幕もあった[19][20]。
- 三山ひろしは、曲の間奏時にけん玉の技である「とめけん」を披露した[17]。
- 山内惠介は、西野七瀬（乃木坂46）の手を引いてステージに登場。バックダンサーに乃木坂46メンバーを携えた[17]。
- miwaのステージには、熊本市立帯山中学校合唱部が参加した[17]。
- 市川由紀乃の曲紹介では、自身が大ファンだという星野源が応援した[17]。
- 椎名林檎は、東京都新宿区の東京都庁前都民広場から生中継で出演した。2012年に解散した東京事変のメンバーがバックバンドとして参加した[21][22]。
- 郷ひろみのステージでは、女優の土屋太鳳がダンスで参加した。曲の最後には2人が抱き合う演出があった[23]。
- V6の曲紹介では相葉が、この年結婚した長野博を祝福した[24]。
- 前半トリはいきものがかりとゆずで、共に神奈川県の「路上」出身歌手の対戦となった[25]。ゆずは、この年亡くなった永六輔が作詞した「見上げてごらん夜の星を」に、北川悠仁が詩とメロディを加筆した「見上げてごらん夜の星を 〜ぼくらのうた〜」を歌唱した。永の追悼企画として、永と親交の深かった黒柳徹子と対談したVTRが流された[25]。

### 後半
- RADWIMPSのステージでは、劇中音楽を担当した映画『君の名は。』の映像が流れた。これは、監督の新海誠が紅白のために編集したものである[26]。
- 翌年2月に乃木坂46を卒業し芸能界を引退した橋本奈々未は、今回が最後の出場となった。歌唱前には、グルーブ同期でキャプテンの桜井玲香が橋本への手紙を読み上げた[27]。
- 福山雅治の曲紹介では、この年に引退した広島東洋カープ元投手の黒田博樹がビデオメッセージを寄せ、福山の「少年」を聴いて気持ちを奮い立たせていたことを明かした[28]。
- RADIO FISHのテーマは「ネオ秀吉」で、中田敦彦が全身金色の特別衣装で登場した。中田とピコ太郎は「火花をちらすライバル関係」という設定で前半の中継パートで睨み合う姿を見せていたが、歌唱後に和解した[29]。
- 西野カナの曲紹介では、この日結婚を発表したぺこ&りゅうちぇると、レスリングの吉田沙保里が登場した[17]。
- 桐谷健太は有村とauのCMで共演しており、それにちなんだやり取りが展開された[30]。
- AIは、169人のゴスペル隊をバックに歌唱した[17]。
- AKB48は「夢の紅白選抜」48名（メンバーは後述）での「RIVER」歌唱後、「フライングゲット」がBGMとして流れる中でフロントメンバーとなる上位16名を発表、山本彩が指原莉乃（6月の選抜総選挙1位）を抑えて1位となり、「君はメロディー」をセンターで歌唱した[31]。
- Perfumeは、ダイナミックVRを駆使し、空中浮遊を錯覚させる映像に仕立てた[32]。
- 星野源の歌唱前、NHKホール内を彷徨ったタモリとマツコがステージ右上の音響席に現れたが、音響席に設置されていたパイプオルガンを勝手に弾いたために警備員に強制的に音響席から退去させられた[15]。
- 星野源の歌唱中、TBS系ドラマ『逃げるは恥だが役に立つ』で共演した新垣結衣（同ドラマの主演）がゲスト審査員席から照れながら「恋ダンス」を踊った。番組終了後の取材で新垣は「カメラが目の前に来たので、そうなったらやるしかない」と照れながら語ったという[33][34]。
- 坂本冬美の歌唱時に「夜桜お七」の作詞・作曲者のテロップが「詞 吉岡治　曲 弦哲也」と間違って表示されるミスが発生した[注 1]。THE YELLOW MONKEYの歌唱後、武田アナが「ここで一つ訂正がございます。先ほど坂本冬美さんがお歌いになった『夜桜お七』の作詞者・作曲者の表示に間違いがありました。正しくは作詞・林あまりさん、作曲・三木たかしさんです。お詫びして訂正いたします。」と陳謝した[35]
- 「東京2021 オリンピック・パラリンピック フラッグツアー」のスペシャルアンバサダーを務めるTOKIOは東京都新宿区の東京都庁前都民広場から中継で、1964年東京から2016年リオデジャネイロまでのオリンピック（不出場の1980年モスクワを除く）での日本選手の活躍をまとめた映像がプロジェクションマッピングで流れる中歌唱した[36]。
- 松田聖子は「薔薇のように咲いて 桜のように散って」を、作詞と作曲を担当したYOSHIKI（X JAPAN）がピアノで伴奏した[37]。
- X JAPANの歌唱後、サプライズでポール・マッカートニーからのビデオメッセージが流れ、翌年東京ドームで来日公演を行うことが発表された[38]。
- 氷川きよしは、この年の熊本地震で被災した熊本県熊本市の熊本城から中継で歌唱した。熊本県出身の武田アナが曲紹介を行った[39]。
- 紅組トリで熊本県出身の石川さゆりは、伝統芸能の文楽とコラボレーションした[17]。
- 白組トリおよび大トリの嵐の曲紹介は有村が行った[40]。相葉は曲間、涙を流す一幕もあった[41]。
- エンディングの「蛍の光」の大合唱では平尾昌晃がタクトを振ったが、平尾は翌年の7月21日に肺炎のために逝去したことによりこれが最後の紅白でのタクトとなった[42]。

### 結果
- 天童よしみの歌唱後に視聴者審査の途中経過が発表され、その時点では紅組444,495票対白組374,460票で紅組がリードしていた。しかし、ゆずの歌唱後（前半終了時点）の発表では紅組922,066票対白組1,435,175票で白組が大幅に逆転リードした。
- 視聴者審査の最終結果と会場審査の結果はいずれも紅組2,527,724票対白組4,203,679票（視聴者審査）、紅組870票対白組1,274票（会場審査）であり、白組には玉がそれぞれ2個ずつ、計4個が入れられた（紅組0個対白組4個）。しかし、ゲスト審査員10名とふるさと審査員の投票結果が圧倒的に紅組優勢（紅組9個対白組2個）によって最終的には紅組が9-6と逆転し、前回に引き続き紅組が2連勝した（通算31勝目）。紅組の2連勝は第35回（1984年）・第36回（1985年）以来であり、21世紀になってからでは初めてだった。ゲスト審査員の票数によって最終結果がひっくり返ったのは第55回（2004年）以来12年ぶりである。
- ゲスト審査員の草刈正雄から優勝旗が授与された有村も驚きを見せると同時に「びっくりしました。てっきり白組が勝つかと思いました」と漏らした[43]。同じくゲスト審査員の春風亭昇太は自身を含めてゲスト審査員のほぼ全員が紅組に投票したことについて、今回ゲスト審査員席が紅組側の下手席に設けられたことを挙げている[44]。
- 会場・視聴者票を覆しての紅組優勝や審査方法そのものに対し、第55回（2004年）当時同様苦情が多く寄せられた[注 2][45][46]。NHK・木田幸紀放送総局長は翌年1月18日に都内で行った定例会見で、審査方法が分かりづらいとの声が噴出したことを受け、「現場は改善策などを話し合ってると思う」と語った[47]。
- 今回の件を踏まえ、翌年の第68回では審査方法を事前に告知した上で、票の価値は再び全て同等に戻された。一方、ワンセグ搭載型の携帯電話やスマートフォン・アプリによる投票は廃止された。なお、第68回では視聴者投票の結果に伴い白組が圧勝となったが、80万票以上の大差がついたため今回とは逆の批判が起きている[48]。

## 出場歌手
紅組、      白組、      特別企画、      初出場、      返り咲き。
| 曲順 | 組   | 歌手名                 | 回 | 曲目                                    |
| ---- | ---- | ---------------------- | -- | --------------------------------------- |
| 1    | 白   | 関ジャニ∞              | 5  | ズッコケ男道〜紅白で夢を歌おう〜        |
| 2    | 紅   | PUFFY                  | 初 | PUFFY 20周年紅白スペシャル              |
| 3    | 白   | AAA                    | 7  | ハリケーン・リリ、ボストン・マリ        |
| 4    | 紅   | E-girls                | 4  | DANCE WITH ME NOW!                      |
| 5    | 紅   | 欅坂46                 | 初 | サイレントマジョリティー                |
| 6    | 白   | 三山ひろし             | 2  | 四万十川〜けん玉大使編〜                |
| 7    | 白   | 山内惠介               | 2  | 流転の波止場〜究極の貴公子編〜          |
| 8    | 紅   | miwa                   | 4  | 結 -ゆい-                               |
| 9    | 白   | Sexy Zone              | 4  | よびすて 紅白'16                        |
| 10   | 紅   | 天童よしみ             | 21 | あんたの花道                            |
| 11   | 白   | SEKAI NO OWARI         | 3  | Hey Ho from RPG                         |
| 12   | 紅   | 市川由紀乃             | 初 | 心かさねて                              |
| 13   | 白   | 三代目 J Soul Brothers | 5  | Welcome to TOKYO                        |
| 14   | 紅   | 香西かおり             | 19 | すき〜真田丸スペシャルVer.〜            |
| 15   | 紅   | 椎名林檎               | 4  | 青春の瞬き -FROM NEO TOKYO 2016-        |
| 16   | 白   | 福田こうへい           | 3  | 東京五輪音頭                            |
| 17   | 紅   | 絢香                   | 8  | 三日月                                  |
| 18   | 白   | 郷ひろみ               | 29 | 言えないよ                              |
| 19   | 白   | V6                     | 3  | Smile! メドレー                         |
| 20   | 紅   | 水森かおり             | 14 | 越後水原〜白鳥飛翔〜                    |
| 21   | 紅   | いきものがかり         | 9  | SAKURA                                  |
| 22   | 白   | ゆず                   | 7  | 見上げてごらん夜の星を 〜ぼくらのうた〜 |
| 企画 | 企画 | 渡辺直美               |    | Crazy in Love                           |
| 企画 | 企画 | ピコ太郎               |    | PPAP（ペンパイナッポーアッポーペン）    |

| 曲順 | 組   | 歌手名            | 回 | 曲目                                |
| ---- | ---- | ----------------- | -- | ----------------------------------- |
| 23   | 白   | RADWIMPS          | 初 | 前前前世 [original ver.]            |
| 24   | 紅   | 乃木坂46          | 2  | サヨナラの意味                      |
| 25   | 白   | 福山雅治          | 9  | 2016スペシャルメドレー              |
| 26   | 紅   | 島津亜矢          | 3  | 川の流れのように                    |
| 27   | 白   | RADIO FISH        | 初 | PERFECT HUMAN                       |
| 28   | 紅   | 西野カナ          | 7  | Dear Bride                          |
| 29   | 白   | 桐谷健太          | 初 | 海の声〜みんなの海の声バージョン〜  |
| 30   | 紅   | AI                | 2  | みんながみんな英雄                  |
| 31   | 紅   | AKB48             | 9  | 夢の紅白選抜SPメドレー              |
| 32   | 白   | 五木ひろし        | 46 | 九頭竜川                            |
| 企画 | 企画 |                   |    | ふるさと                            |
| 33   | 白   | KinKi Kids        | 初 | 硝子の少年                          |
| 34   | 紅   | Perfume           | 9  | FLASH                               |
| 35   | 白   | 星野源            | 2  | 恋                                  |
| 36   | 紅   | 大竹しのぶ        | 初 | 愛の讃歌                            |
| 37   | 紅   | 坂本冬美          | 28 | 夜桜お七                            |
| 38   | 白   | TOKIO             | 23 | 宙船（そらふね）                    |
| 39   | 紅   | 松田聖子          | 20 | 薔薇のように咲いて 桜のように散って |
| 40   | 白   | X JAPAN           | 7  | 紅                                  |
| 41   | 紅   | 髙橋真梨子        | 4  | ごめんね…                           |
| 42   | 白   | THE YELLOW MONKEY | 初 | JAM                                 |
| 43   | 白   | 氷川きよし        | 17 | 白雲の城                            |
| 44   | 紅   | 宇多田ヒカル      | 初 | 花束を君に                          |
| 45   | 紅   | 石川さゆり        | 39 | 天城越え                            |
| 46   | 白   | 嵐                | 8  | 嵐×紅白スペシャルメドレー           |

歌唱曲・出場回数に関する備考
1. ↑  現：SUPER EIGHT。
2. ↑  「アジアの純真」「渚にまつわるエトセトラ」を順に披露。
3. ↑  現：櫻坂46。
4. ↑  現：timelesz。
5. ↑  メンバーの中島健人・菊池風磨は過去にNYC boysとして1回出場。
6. ↑  「RPG」「Hey Ho」を順に披露（RPGは冒頭のみ）。
7. 1 2  東京都新宿区・東京都庁都民広場からの中継で登場。
8. ↑  「WAになっておどろう」「HONEY BEAT」を順に披露。
9. ↑  『紅白 HALFTIME SHOW』
10. ↑  メンバーの生駒里奈は過去に兼任していたAKB48として1回出場。
11. ↑  「少年」「1461日」を順に披露。例年通り、自身のカウントダウンコンサートを開催する神奈川県横浜市西区・パシフィコ横浜展示ホールからの中継で登場。
12. ↑  「RIVER」「君はメロディー」を順に歌唱。
13. ↑  現：DOMOTO。過去にKANZAI BOYAとしてSMAPのサポートダンサー、KinKi Kidsとして近藤真彦の同じく、企画枠のゲストとして3回出演。
14. ↑  4月に発生した熊本地震で被災した熊本県熊本市中央区の熊本城から市の特別許可を得て中継で出演。
15. ↑  在住先である イギリス・ロンドンからの中継で登場。
16. ↑  「A・RA・SHI」「Happiness」「One Love」を順に披露。[49]

### 選考を巡って
- 初出場は10組。返り咲きは4組。
- RADIO FISHは2016年に「PERFECT HUMAN」がブレイク、メンバーのオリエンタルラジオは現在NHKで『らじらー! サンデー』『Let's天才てれびくん』にレギュラー出演している。同じく「海の声」が話題となった桐谷健太とともに「小さな子どもから祖父母の世代まで幅広く口ずさまれ、踊りを真似され、現象として大きかった」としており、今回はそれぞれを活かした企画を行う[50]。
- PUFFYは結成20周年の締めくくりとして出場。20年前の1996年にも出場のオファーを受けていたが、当時tvkの年越しライブイベントに出演、司会も担当するため、出場を断念したという経緯があった[51]。
- KinKi Kidsも同じくデビュー20周年という節目初出場。例年開催していた東京ドームでの年末年始のコンサートは本年はHey! Say! JUMP（この年不出場、翌年の第68回に初出場）に譲る形で取りやめていた[52]。
- THE YELLOW MONKEYはこの年15年ぶりに再結成した。メンバーの吉井和哉は「紅白に出場させてもらうのはこのバンド名を持つ僕らの憧れでもありました」とコメントしている[53]。
- 宇多田ヒカルはこの年上期の連続テレビ小説『とと姉ちゃん』の主題歌「花束を君に」を担当、同曲が収録されたアルバムも好セールスを記録したことが要因となった[52]。当日は中継で出演した[54]。
- RADWIMPSはこの年大ヒットしたアニメ映画『君の名は。』の主題歌「前前前世」を歌ったことが評価された[52]。
- 大竹しのぶは『うたコン』にも出演していたほか、カバーアルバムのリリースや舞台でエディット・ピアフの楽曲を歌うなど、女優としてだけでなく歌手としての存在感も評価された形となった[50]。
- 欅坂46はデビューシングル「サイレントマジョリティー」が女性アーティストのデビューシングル初週売り上げの歴代最高を記録しており、メジャーデビュー1年目での出場となった[55]。
- 市川由紀乃は「心かさねて」が演歌では異例の9万枚のセールスを記録し女性演歌歌手では水森かおり以来13年ぶりの初出場となった[56]。
- 前回の出場歌手の中より不選出となったのは紅9組、白10組の計19組。
  - 紅組：今井美樹、NMB48[注 3]、大原櫻子、伍代夏子、Superfly、藤あや子、μ's[注 4]、レベッカ、和田アキ子
  - 白組：EXILE、ゲスの極み乙女。、ゴールデンボンバー、近藤真彦、SMAP、德永英明、BUMP OF CHICKEN、細川たかし、美輪明宏、森進一
  - SMAPについては正規の歌手としての出場を断念した後もNHKサイドは出演交渉を行っていた[57][58][59]が、12月19日に事務所を通じて正式に辞退を通告、NHKも交渉を断念した[60]。辞退発表と同時にメンバー全員の連名でのコメントがマスコミ各社に発表された[61]。また本紅白のステージ内でSMAPの過去の映像を流す企画も検討されていたが、「出場されないのに、あれやこれやSMAPについて議論したり引きずるのは、他のアーティストの方々に失礼」という理由で断念[62]、当日の放送内ではSMAPについては一切触れられなかった。なお、前回の司会人選が「SMAP解散騒動」と関連があったとする報道もあったがNHK側が否定している[63]。
- AKB48のメンバーのうち、島崎遥香が本紅白を最後にAKB48を卒業した。他に翌年（2017年）3月18日卒業の大和田南那、同4月19日卒業の小嶋陽菜、同9月30日卒業の木﨑ゆりあも本回が紅白最後の出演となった[注 5]。
- AAAのメンバーのうち、伊藤千晃が翌年3月末を以って卒業したため、今回が紅白最後の出演となった。
- 乃木坂46メンバーのうち、橋本奈々未が翌年2月20日に、伊藤万理華が同12月23日に、中元日芽香が同年中に乃木坂46から卒業し、橋本は同時に芸能界から引退したことにより本回が紅白最後の出演となった。
- いきものがかりは翌年1月5日に「放牧宣言」という名の活動休止期間に入ったため、今回で連続出場が途切れた。
- V6は翌年以降は紅白に出ておらず、その後2021年11月1日に解散したため、グループでの出演は最後になった。

### 曲順を巡って
紅組トリに石川、白組トリおよび大トリに嵐が起用された。嵐は第65回（2014年）以来2年ぶり2回目の白組トリ、および初の大トリ担当であった。白組司会を兼任する嵐のメンバー・相葉は第21回（1970年）での美空ひばり以来46年ぶり2人目かつ男性では史上初の組司会と大トリの兼任となる。なお、多くのメディアが白組トリおよび大トリが嵐であることを予想していた。

## 司会者
- 紅組：有村架純（翌年上期の連続テレビ小説『ひよっこ』のヒロイン・谷田部みね子役）[70]
- 白組：相葉雅紀（嵐、『グッと!スポーツ』MC）
- 総合：武田真一（東京アナウンス室）

有村は初司会かつ紅白司会としては初の平成生まれ、相葉は嵐として5度司会経験があるが単独では初司会であった
コメントの中で相葉はこのオファーを受けた際、本当に悩んだことを明かしている。有村・相葉の起用は司会発表当日にスポーツニッポンがスクープしている。また、相葉は司会発表の1週間程前に白組司会のオファーを聞いたことを明かしている。番組終了後の取材に対し、相葉は自身の司会ぶりについて、「ポンコツでした」と猛省した。
武田は初司会かつ音楽番組司会初担当。『NHKニュース7』（『NHKきょうのニュース』→『（19時の）NHKニュース』時代も含む）平日版の現役メインキャスターが紅白の司会に起用されるのは初めて。2008年度から2015年度までは、紅白の合間の『NHKニュース』を担当していた。
チーフプロデューサーの矢島良は総合司会について、当初はここ4年間の担当者だった有働由美子（東京アナウンス室）の続投案もあったが、（東京オリンピックまでの）4か年計画のスタートの年だったため、「切り替え」を象徴するためにそれを見送り、有働の先輩である武田を起用したことを明かしている。有働は総合司会を外れたことについて「ホッとしました、正直。あれ、大変なんですよ」と述べているほか、リハーサルと本番では武田のサポートを行った。
今回から第70回（2019年）まで白組司会は嵐メンバーのソロによる担当で行われた。
今回を最後にNHKの男性アナウンサーの司会起用は第74回（2023年）まで行われなかった。

## 審査方法
ボールを利用した玉入れ形式により勝敗を決定する。
- ゲスト審査員（別記） - 1人1個で10個
- ふるさと審査員（NHKホールに招待された3組6名の視聴者） - 1個
- 会場審査員（NHKホールの観客全員） - 麻布大学野鳥研究部の集計により投票数の多かったチームが2個
- 視聴者審査 - 1対戦ごとに投票を行い、計23回の投票総数が多かったチームが2個
  - デジタルTV審査員（総合テレビジョンの視聴者 定員なし）
  - ワンセグ審査員（ワンセグ搭載型の携帯電話による審査 定員なし）
  - アプリ審査員（スマートフォン・アプリによる審査 定員なし）

## メイン演奏
- 大晦日音楽隊（指揮：栗田信生）[注 6]

## ゲスト出演者

### ゲスト審査員
上述のとおり、2016年12月21日に発表された。
- 高畑充希（女優）：この年上期の連続テレビ小説『とと姉ちゃん』のヒロイン・小橋常子役。
- 辻沙絵（陸上選手）：2016年リオデジャネイロパラリンピック陸上女子400m銅メダル。
- 草刈正雄（俳優）：この年の大河ドラマ『真田丸』の真田昌幸役。BSプレミアム『美の壺』進行役。
- 新垣結衣（女優）：この年に主演したテレビドラマTBS『逃げるは恥だが役に立つ』で話題に。翌年3月23・24日に放送された特集ドラマ『絆〜走れ奇跡の子馬〜』の松下将子役。
- 大谷翔平（北海道日本ハムファイターズ投手）：投手と打者の「二刀流」でファイターズの日本一に貢献し、シーズンMVPと史上初の投手と指名打者2部門でベストナインに選出。
- 萩野公介（水泳選手）：2016年リオデジャネイロオリンピック競泳男子400m個人メドレーで日本人初の金メダル。
- 伊調馨（レスリング選手）：2016年リオデジャネイロオリンピックレスリング女子58kg級金メダル。女子個人としては初となるオリンピック4連覇を達成し、国民栄誉賞を受賞。
- 秋本治（漫画家）：この年代表作の『こちら葛飾区亀有公園前派出所』の連載を終了、その功績から第64回菊池寛賞を受賞。
- 春風亭昇太（落語家）：この年日本テレビ『笑点』の6代目司会者に就任。翌年の大河ドラマ『おんな城主 直虎』の今川義元役。
- 村田沙耶香（作家）：この年『コンビニ人間』で第155回芥川賞を受賞。

### スペシャルゲスト
「ふるさと審査員」として招待された夫婦が、入場整理券を忘れて客席につくことができずNHKホール内をさまようという寸劇を繰り広げた。
- タモリ[5]
- マツコ・デラックス[5]

### 紅白 HALFTIME SHOW
前半最後にスーパーボウルのハーフタイムショーをイメージしたショーを行った。
- 渡辺直美[81] ：ストリーミング生配信企画「紅白楽屋トーク」の進行も担当。
- ピコ太郎[81]：世界中で大ブームとなっている「PPAP（ペンパイナッポーアッポーペン）」を披露した他、ゴジラに対する「渋谷紅白迎撃作戦」に参加した。

### 紅白対ゴジラ
- ゴジラ
- 矢口蘭堂（長谷川博己）：内閣官房副長官・巨大不明生物特設災害対策本部（巨災対）事務局長。
- 大河内清次（大杉漣）：内閣総理大臣。
- 郡山肇（渡辺哲）：内閣危機管理監。
- 泉修一（松尾諭）：保守第一党政調副会長。
- 間邦夫（塚本晋也）：国立城北大学大学院生物圏科学研究科准教授・巨災対メンバー。
- 森文哉（津田寛治）：厚生労働省医政局研究開発振興課長（医系技官）・巨災対メンバー。
- 町田一晃（吉田ウーロン太）：経済産業省製造産業局長・巨災対メンバー。
- 袖原泰司（谷口翔太）：官邸内統幕運用第1課長・巨災対メンバー。

### 企画・応援ゲスト
- くまモン： 三山ひろしと氷川きよしの応援。
- DJ KOO（TRF）：三山ひろしの応援。
- 箕輪はるか（ハリセンボン）： 同上。
- ず〜まだんけ：けん玉パフォーマンスコンビ。全国から集められた10名の「けん玉ヒーローズ」と共に三山ひろしのバックでけん玉を披露。
- トレンディエンジェル（たかし・斎藤司）： Sexy Zoneの応援
- 本田望結：天童よしみとのコラボレーションでダンスを披露。
- 橋本マナミ：『真田丸』の玉役。香西かおりとのコラボレーションでダンスを披露および最終審査アシスタント。
- 土屋太鳳： 郷ひろみとのコラボレーションでダンスを披露。
- 平野ノラ： 郷ひろみのスタンバイ時に客席内でネタを披露。
- いとうまゆ：『おかあさんといっしょ』の4代目たいそうのおねえさん。RADIO FISHのバックダンサーオーディションで合格し[82]、ダンスを披露。
- ぺこ&りゅうちぇる（ぺこ・りゅうちぇる）：「スペシャルゲスト」のコーナーと西野カナの応援ゲストで出演。
- 登坂絵莉：2016年リオデジャネイロオリンピックレスリング女子48kg級金メダル、西野カナの応援。
- 吉田沙保里：同53kg級銀メダル、同上。
- 水谷千重子： 五木ひろしの応援。五木が司会の番組『歌う!SHOW学校』の出演者。
- アンガールズ(山根良顕・田中卓志)：同上および同番組の出演者。
- 川島明（麒麟）： 同上および同番組の出演者。
- 菅原小春：坂本冬美とのコラボレーションでダンスを披露。
- 水谷隼：2016年リオデジャネイロオリンピック卓球男子団体銀メダルおよび同男子シングルス銅メダル。東京都庁・都民広場よりTOKIOの応援。
- 山本篤：2016年リオデジャネイロパラリンピック陸上男子走幅跳銀メダル。同上。
- 吉田和生（人形浄瑠璃師）：石川さゆりとのコラボレーションで文楽を披露。
- 黒柳徹子：VTR出演、ゆずの曲紹介に際して対談の上メッセージを披露。
- 黒田博樹（元広島東洋カープ投手）：VTR出演、福山雅治の曲紹介でメッセージを披露。
- 加藤和也（ひばりプロダクション社長）：VTR出演、島津亜矢の曲紹介でメッセージを披露。
- 三宅義信（ウエイトリフティング選手）：VTR出演、TOKIOの曲紹介でメッセージを披露。
- ポール・マッカートニー：VTR出演。スペシャルメッセージ。
- 西川貴教（T.M.Revolution）：『紅白ウラトークチャンネル』出演。『おかあさんといっしょ・ガラピコぷ〜』スキッパー役。

### 演奏ゲストなど
- 熊本市立帯山中学校合唱部：miwaのコーラス。
- 三浦文彰：香西かおりとのコラボレーションでヴァイオリン演奏。
- 平尾昌晃：エンディング「蛍の光」で指揮担当。

### その他の番組担当者
- ラジオ中継：二宮直輝、寺門亜衣子（いずれも東京アナウンス室）
- テレビ放送副音声『紅白ウラトークチャンネル』：バナナマン、橋本奈穂子（東京アナウンス室）
- 生配信企画『紅白楽屋トーク』：渡辺直美
  - 紅白パソコン公式サイト、公式アプリ、Facebook、YouTube、LINE LIVEにおいて、ライブ配信を実施。NHKホールの楽屋に発信スタジオを設置し、渡辺の進行で出場歌手やゲストとのトークを繰り広げる[83]。

## 企画
この回は番組テーマである「夢を歌おう」に合わせて、3つの企画が実施された。

### AKB48 夢の紅白選抜
AKB48とその姉妹グループのメンバー300人以上の中から紅白に出場する48人を選抜する企画で、投票期間は12月8日から12月28日までの20日間であり、視聴者が公式スマートフォンアプリとデータ放送で投票して選出した。12月15日にTOKYO DOME CITY HALLで開催された『第6回 AKB48紅白対抗歌合戦』で中間結果が明らかにされ、選抜48名は12月29日放送の『Road to 紅白 スペシャル』において発表された。総得票数は460,856票であり、当選人数はAKB48から17名、SKE48から6名、NMB48とHKT48からそれぞれ11名、NGT48から3名となったが、このうち中学生メンバーの矢吹奈子と田中美久（いずれもHKT48）の二人は歌唱には参加できず、前半で天童よしみのバックダンサーとして参加していた（メインサポートは本田望結が務めた。）。なお、矢吹と田中の代わりの歌唱メンバーにはSKE48の北川綾巴と惣田紗莉渚の2人が繰り上がった。
以下、メンバーならびに所属チーム・グループは放送当時。
| 順位                                     | 氏名       | 所属    | 得票数   | 総選挙 順位 |
| ---------------------------------------- | ---------- | ------- | -------- | ----------- |
| 1位                                      | 山本彩     | NMB     | 41,990票 | 4位         |
| 2位                                      | 指原莉乃   | HKT     | 34,247票 | 1位         |
| 3位                                      | 島崎遥香   | AKB     | 19,002票 | 8位         |
| 4位                                      | 渡辺麻友   | AKB     | 15,473票 | 2位         |
| 5位                                      | 宮脇咲良   | HKT/AKB | 11,552票 | 6位         |
| 6位                                      | 吉田朱里   | NMB     | 11,101票 | 77位        |
| 7位                                      | 小嶋陽菜   | AKB     | 10,957票 | 16位        |
| 8位                                      | 横山由依   | AKB     | 9,758票  | 11位        |
| 9位                                      | 柏木由紀   | AKB/NGT | 9,220票  | 5位         |
| 10位                                     | 市川美織   | NMB     | 8,624票  | 81位        |
| 11位                                     | 松井珠理奈 | SKE     | 8,541票  | 3位         |
| 12位                                     | 大家志津香 | AKB     | 8,110票  | 87位        |
| 13位                                     | 須田亜香里 | SKE     | 5,954票  | 7位         |
| 14位                                     | 北原里英   | NGT     | 5,870票  | 12位        |
| 15位                                     | 白間美瑠   | NMB/AKB | 5,659票  | 24位        |
| 16位                                     | 峯岸みなみ | AKB     | 5,408票  | 17位        |
| 以上16名が「君はメロディー」歌唱メンバー |            |         |          |             |
| 17位                                     | 矢吹奈子   | HKT/AKB | 5,089票  | 28位        |
| 18位                                     | 木下百花   | NMB     | 4,819票  | 不参加      |
| 19位                                     | 高柳明音   | SKE     | 4,813票  | 20位        |
| 20位                                     | 朝長美桜   | HKT/AKB | 4,542票  | 23位        |
| 21位                                     | 薮下柊     | NMB     | 4,415票  | 39位        |
| 22位                                     | 向井地美音 | AKB     | 4,336票  | 13位        |
| 23位                                     | 木﨑ゆりあ | AKB     | 4,233票  | 37位        |
| 24位                                     | 入山杏奈   | AKB     | 4,230票  | 18位        |
| 25位                                     | 小嶋真子   | AKB     | 4,202票  | 19位        |
| 26位                                     | 渋谷凪咲   | NMB/AKB | 4,075票  | 56位        |
| 27位                                     | 上西恵     | NMB     | 3,899票  | 不参加      |
| 28位                                     | 太田夢莉   | NMB     | 3,762票  | 52位        |
| 29位                                     | 兒玉遥     | HKT/AKB | 3,734票  | 9位         |
| 30位                                     | 村山彩希   | AKB     | 3,720票  | 不参加      |
| 31位                                     | 田島芽瑠   | HKT     | 3,678票  | 43位        |
| 32位                                     | 岡田奈々   | AKB     | 3,668票  | 14位        |
| 33位                                     | 中井りか   | NGT     | 3,626票  | 96位        |
| 34位                                     | 須藤凜々花 | NMB     | 3,471票  | 44位        |
| 35位                                     | 松岡はな   | HKT     | 3,347票  | 圏外        |
| 36位                                     | 大和田南那 | AKB     | 3,307票  | 62位        |
| 37位                                     | 松村香織   | SKE     | 3,221票  | 不参加      |
| 38位                                     | 川本紗矢   | AKB     | 3,156票  | 27位        |
| 39位                                     | 加藤美南   | NGT     | 3,148票  | 76位        |
| 40位                                     | 古畑奈和   | SKE     | 3,117票  | 29位        |
| 41位                                     | 矢倉楓子   | NMB     | 3,055票  | 33位        |
| 42位                                     | 加藤玲奈   | AKB     | 3,036票  | 26位        |
| 43位                                     | 武藤十夢   | AKB     | 3,019票  | 10位        |
| 44位                                     | 大場美奈   | SKE     | 2,860票  | 22位        |
| 45位                                     | 田中美久   | HKT     | 2,798票  | 45位        |
| 46位                                     | 森保まどか | HKT     | 2,796票  | 50位        |
| 47位                                     | 本村碧唯   | HKT     | 2,709票  | 36位        |
| 48位                                     | 松岡菜摘   | HKT     | 2,652票  | 46位        |
| 49位                                     | 北川綾巴   | SKE/AKB | 2,648票  | 64位        |
| 50位                                     | 惣田紗莉渚 | SKE     | 2,539票  | 30位        |

### その他
- RADIO FISHはステージ上で「PERFECT HUMAN」を踊るメンバーを一般人から募集、オーディションを実施した[89]。
- 桐谷は「海の声」を一緒に歌う一般人を募集、送られてきたエピソードを元に選出しスタッフが映像収録してそれを流しながら歌った[90]。

### 紅白 対 ゴジラ
『シン・ゴジラ』とのコラボレーション企画。会場のNHKホールにゴジラが襲来したという設定で『シン・ゴジラ』主演の長谷川博己らが出演するオリジナル映像を交えながら出場歌手がゴジラと対峙するという設定であった。
ゴジラの進路は速報の形で番組内で随時伝えられ、長谷川演じる矢口蘭堂はゴジラ対策チーム「巨災対」メンバーの進言によりNHKホールでゴジラを足止めして、紅白歌合戦の「良質な歌」を聴かせることでゴジラの凍結を図る「渋谷紅白迎撃作戦」の実施を決断し、紅白の会場に協力を呼びかけた。
松田聖子の歌唱終了後にゴジラがNHKホール前に到達し、会場の外から武田アナがレポートした。「良質な歌」を披露するように指示があったところでピコ太郎が名乗り出て、合唱団とともに「PPAP」の第九バージョンを披露すると、ゴジラが動きを止めてしまう。しかし直後に武田アナが突然「PPAP」のパロディーを披露したことからゴジラが激怒し、ここでX JAPANのYOSHIKIが「僕たちが止めます」と宣言、「紅」を演奏するとゴジラは凍結した。

## 視聴率
番組平均視聴率は前半（19:15 - 20:55）が35.1％、後半（21:00 - 23:45）が40.2％で2年ぶりの40％台となった（ビデオリサーチ調べ、関東地区・世帯・リアルタイム）。瞬間最高視聴率は優勝が決まったシーンの44.8％、歌手別では嵐の43.7％だった。ピコ太郎は前半最高となる40.5％、後半での出演時も歌手別2位の星野源と並ぶ42.9％を記録した。
なお、前半ラストのピコ太郎の直後に放送された「ニュース」（20:55 - 21:00）の平均視聴率が40.4％（同、瞬間最高は41.3％）となり、紅白の視聴率を超える異例の事態となった。